# Orgreave, Staffordshire
Orgreave är en by i civil parish Alrewas, i distriktet Lichfield, i grevskapet Staffordshire i England. Byn är belägen 7 km från Lichfield. Orgreave var en civil parish 1866–1884 när blev den en del av Alrewas. Civil parish hade 113 invånare år 1881.